# غاري لوسون
غاري لوسون (بالإنجليزية: Gary Lawson) هو لاعب بولينغ نيوزلندي، ولد في 19 أكتوبر 1965.

## روابط خارجية
- غاري لوسون على موقع اللجنة الأولمبية النيوزيلندية (الإنجليزية)
- غاري لوسون على موقع اتحاد ألعاب الكومنولث (مؤرشف) (الإنجليزية)